# Zamek w Ćmielowie
Zamek w Ćmielowie – ruiny zamku z XVI wieku w miejscowości Ćmielów, w województwie świętokrzyskim.

## Historia
Zamek w Ćmielowie pojawia się w dokumentach w 1388 roku, jednak dotyczą one raczej warowni w pobliskim Podgrodziu. Istniejące obecnie ruiny to pozostałość po renesansowym zamku zbudowanym w latach 1519–1531 przez Krzysztofa Szydłowieckiego, wcześniej jednak na miejscu zamku istniał w XV wieku rycerski dwór obronny typu motte zbudowany przez przedstawicieli rodu herbu Janina.
Zamek składał się z dwóch części. Starszego zamku ulokowanego na wyspie, który został zbudowany na planie czworoboku z dwoma równoległymi budynkami oraz wieżą bramną z jednej strony i kaplicą na osi z drugiej strony dziedzińca. Drugą częścią zamku był zespół zabudowań na terenie przedzamcza z drugą wieżą bramną, do której przylegają dwa budynki mieszkalne na planie litery L połączone zamkową kaplicą. Kaplica składała się z nawy i zamkniętego wielobocznie prezbiterium. Była ona ulokowana w przyziemiu. Ponad nią znajdowały się pomieszczenia mieszkalne. Brama przejazdowa, która znajduje się w przyziemiu wieży jest przysklepiona. Otwory wjazdowe ostrołukowe z ciosowymi obramieniami. Po obydwu stronach otworu bramnego znajdują się strzelnice kluczowe. W 1524 na zamku Ćmielów prowadził późnogotyckie prace kamieniarskie mistrz Jan z Koszyc (Johanes Civis Cassoviensis), zatrudniony poprzednio na Wawelu. Ponad bramą umieszczona była tablica fundacyjna z 1531 roku w renesansowym obramieniu. W 1549 roku na zamku urodził się Mikołaj Krzysztof Radziwiłł "Sierotka". Potem zamek należał do Jana Krzysztofa Tarnowskiego. Po 1606 roku właścicielem zamku był Janusz Ostrogski, który traktował zamek jako swoją główną siedzibę, w związku z czym wzmocnił obronność zamku budując w narożach cztery bastiony ziemne. Po jego bezpotomnej śmierci w 1621 roku, zamek odziedziczył ród Zasławskich. W kwietniu 1657 roku podczas Potopu szwedzkiego zamek został zdobyty przez sprzymierzone z Jerzym II Rakoczym wojska kozackie Antona Zdanowicza. Wtedy też doszło do wymordowania chroniących się w warowni przed najazdem rodzin szlacheckich. Niedługo po tym na zamku uroczysty obiad zjedli król szwedzki Karol Gustaw i jego węgierski sojusznik Jerzy II Rakoczy. Następnie zamek przeszedł do Wiśniowieckich, po nich Lubomirskich, od których przeszły na Sanguszków. Podczas III wojny północnej zamek w 1702 roku został zdobyty, a potem sukcesywnie niszczony przez różne armie, co trwało do 1720 roku. W 1709 roku dobra, w których leżał zamek, stały się własnością Aleksandra Dominika Lubomirskiego. W 1753 roku właścicielem zamku został kanclerz Jacek Małachowski.
Około 1800 roku przedzamcze przerobiono na browar, w 1905 na łaźnię, a w 1944 roku Niemcy urządzili w nim szpital wojskowy. W 2009 roku zamek stał się własnością osoby prywatnej, do której należy też Zamek Niesytno. W tym samym roku powstało Centrum Edukacji Historycznej „Zamek Ćmielów”. Na zamku przeprowadzono wykopaliska archeologiczne i urządzono wystawę. Po niedługim czasie jednak zamek ponownie został opuszczony. W 2022 roku ruiny zamku kupili Anna i Tadeusz Maciej Zarębscy, którzy zlecili wykonanie za prywatne środki badań archeologicznych i architektonicznych zespołu zamkowego.

## Badania archeologiczne
- lata 2009, 2010 – dr Mariusz Ziółkowski
- lata 2022, 2023 – dr Tomasz Olszacki

## Zamek obecnie
Z właściwego zamku zachowały się fragmenty murów, a z przedzamcza wieża bramna połączona z budynkiem gospodarczym. Ślady bastionów zachowały się do dzisiaj, z wyjątkiem jednego, znajdującego się od strony południowo-wschodniej, który uległ całkowitemu zniszczeniu.